# Modlna
Modlna [pronunciación en polaco: /ˈmɔdlna/] es un pueblo en el distrito administrativo de Gmina Ozorków, dentro del distrito de Zgierz, voivodato de Łódź, en el centro de Polonia. Se encuentra aproximadamente 7 kilómetros al este de Ozorków, 15 kilómetros al norte de Zgierz, y 23 kilómetros al norte de la capital regional, Łódź.
El pueblo tiene una población de 130 habitantes.